# Montego Bay United Football Club
Montego Bay United Football Club é um clube de futebol jamaicano, fundado em 1972, sediado na cidade de Montego Bay.

## História
Fundado como Beacon em 1972, o clube foi renomeado para Seba United após alguns anos e conquistou a Jamaican National Premier League em 1987 e 1997. O clube costuma mandar sseus jogos no Jarrett Park, que possui capacidade aproximada para 4000 espectadores, localizado em Montego Bay.[carece de fontes?]
Seba foi rebaixado da Premier League jamaicana após a temporada de 2007/08 pela primeira vez em sua história e jogou a Western Confederation Super League, antes de retornar ao nível mais alto do futebol da Jamaica na 2011/12, ao sair vencedor dos play-offs de promoção. O treinador peruano Danilo Barriga, apesar da conquista do acesso, deixou a equipe.
Em julho de 2011, a equipe foi adquirida por Orville Powell  e a equipe foi renomeada para Montego Bay United, A equipe bassou a mandar seu jogos no Montego Bay Sports Complex, em Montego Bay.
Em julho de 2016, Montego Bay assinou com o treinador sérvio Slaviša Božičić.

## Títulos
- CFU Club Championship: 0

Vice (1): 1997
3º lugar (1) : 2015
- Jamaican National Premier League: 4

1987, 1997, 2014, 2016
- JFF Champions Cup: 10

1973, 1975, 1976, 1990, 1991, 1992, 1994, 1996, 1999
- Western Confederation Super League: 1

2009, 2011

## Plantel atual
Temporada 2016/17
Nota: Bandeiras indicam equipe nacional, conforme definido pelas regras de elegibilidade da FIFA. Os jogadores podem ter mais de uma nacionalidade não-FIFA.
| N.º |         | Posição | Jogador            |
| --- | ------- | ------- | ------------------ |
|     | Jamaica | G       | Jacomeno Barrett   |
|     | Jamaica | G       | Garen Downie       |
|     | Jamaica | G       | Romaine Jones      |
|     | Jamaica | G       | Duvaun Smith       |
|     | Jamaica | D       | Dwayne Ambusley    |
|     | Jamaica | D       | John Barrett       |
|     | Jamaica | D       | Keniel Kirlew      |
|     | Jamaica | D       | Orlando McBayne    |
|     | Jamaica | D       | Fabian McCarthy    |
|     | Jamaica | D       | Ladala Richie      |
|     | Jamaica | D       | Cordel Simpson     |
|     | Sérvia  | D       | Zvezdan Đorđilović |
|     | Jamaica | D       | Winston Wilkinson  |
|     | Jamaica | M       | Lacon Brissett     |
|     | Jamaica | M       | Kevon Lambert      |

| N.º |         | Posição | Jogador                        |
| --- | ------- | ------- | ------------------------------ |
|     | Jamaica | M       | Donovan Carey                  |
|     | Jamaica | M       | Mouricio Gordon                |
|     | Jamaica | M       | Graeme Green                   |
|     | Jamaica | M       | Leon Irving                    |
|     | Jamaica | M       | Ronaldo Rodney                 |
|     | Jamaica | M       | Jermaine Woozencroft (captain) |
|     | Jamaica | A       | Omar Gordon                    |
|     | Jamaica | A       | Kemiro James                   |
|     | Jamaica | A       | Jeffroy Leslie                 |
|     | Jamaica | A       | Allan Ottey                    |
|     | Bahamas | A       | Lesly St. Fleur                |
|     | Jamaica | A       | Kashief Brown                  |
|     | Jamaica | A       | Dino Williams                  |
|     | Jamaica |         | Terrence Johnson               |

### números retirados
- 2 -  Stephen Malcolm, zagueiro (1989–01) - honra póstuma. [8]

## Jogadores importantes
- Shawn Beveney
- Richard Reynolds
- Stephen Malcolm †
- Alton Sterling
- Theodore Whitmore
- Hector Wright